# After Like
After Like (estilizado como After LIKE) es el tercer álbum sencillo del grupo femenino surcoreano Ive. Fue lanzado por Starship Entertainment el 22 de agosto de 2022 y distribuido por Kakao Entertainment. El álbum contiene dos canciones, el sencillo homónimo «After Like» además de «My Satisfaction».

## Antecedentes y lanzamiento
El 18 de julio de 2022, un miembro del equipo de Starship Entertainment, agencia discográfica de Ive, anunció que el grupo se estaba preparando para un nuevo lanzamiento musical planificado para el mes de agosto del mismo año.
Una semana después, el 24 de julio, se informó de manera oficial la fecha y los detalles de su próximo regreso musical programado para el siguiente mes, con el anuncio del lanzamiento de su tercer álbum sencillo bajo el título de After Like, ha ser lanzado el 22 de agosto de 2022. El anuncio vino acompañado de una imagen conceptual como adelanto, con el nuevo logo del álbum.

## Lista de canciones
| CD / Descarga digital |                   |                           |                                                                                               |                                                           |          |  |
| N.º                   | Título            | Letras                    | Música                                                                                        | Arreglos                                                  | Duración |  |
| 1.                    | «After Like»      | Seo Jieum, Mommy Son, Rei | Ryan Jhun, Anders Nilsen, Andrè Jensen, Iselin Solheim                                        | Ryan Jhun, Anders Nilsen, AVIN (아빈), SLAY               | 2:57     |  |
| 2.                    | «My Satisfaction» | Lee Seu Ran               | Ryan Jhun, Josh Cumbee, Afshin Salmani, Nat Dunn, Ilan Kidron, Anna Timgren, Justin Reinstein | Ryan Jhun, Josh Cumbee, Afshin Salmani, AVIN (아빈), SLAY | 3:13     |  |
| 6:10                  |                   |                           |                                                                                               |                                                           |          |  |

## Reconocimientos

### Premios y nominaciones
| Año  | Evento                    | Premio                         | Resultado | Ref.  |
| ---- | ------------------------- | ------------------------------ | --------- | ----- |
| 2023 | Circle Chart Music Awards | Álbum del año - 3.º cuarto     | Nominado  | [ 6 ] |
| 2023 | Circle Chart Music Awards | Artista nuevo del año - Físico | Nominado  | [ 7 ] |

## Historial de lanzamiento
| País          | Fecha                | Formato                         | Sello                                       |
| ------------- | -------------------- | ------------------------------- | ------------------------------------------- |
| Corea del Sur | 22 de agosto de 2022 | CD, descarga digital, streaming | Starship Entertainment, Kakao Entertainment |